# Velebit

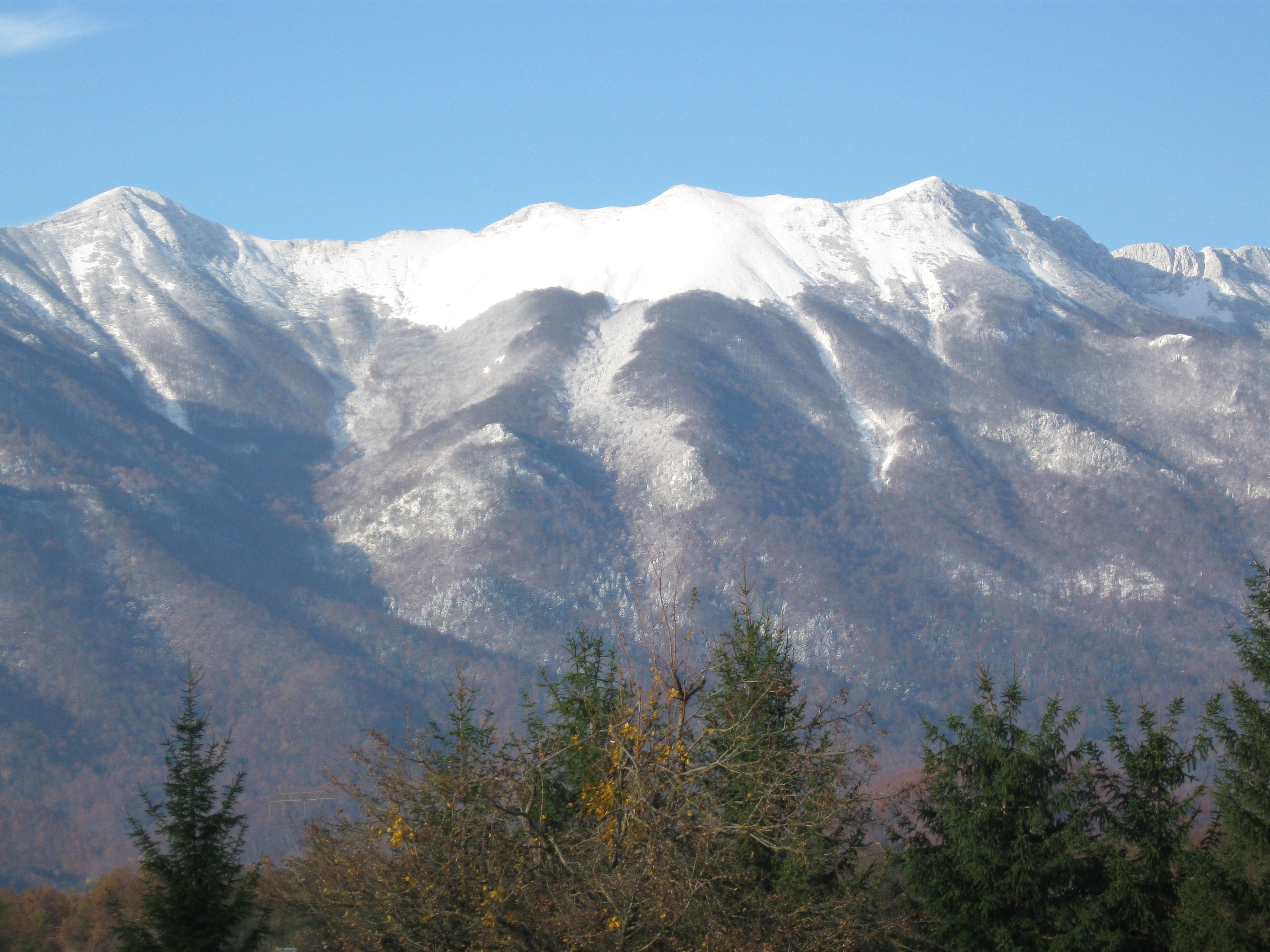
Velebit

Velebit eller Velebitbergen är Kroatiens största, dock ej högsta, bergsområde. Velebit tillhör bergskedjan Dinariska alperna och sträcker sig från staden Senj vid Adriatiska havet åt sydost mot staden Knin. Velebits högsta topp, Vaganski Vrh, når 1757 meter över havet. 
Velebitbergen har två nationalparker, Paklenica (som är populär bland bergsklättrare) och Sjeverni Velebit (Norra Velebit).

## Övrigt
Velebits storslagna natur har gett bergsmassivet en speciell status i kroatisk folklore där den är något av en nationalsymbol. Den patriotiska folkvisan Vila Velebita personifierar en älva från Velebit och den äldsta kulturföreningen för kroater i Sverige heter just Velebit.

## Se även

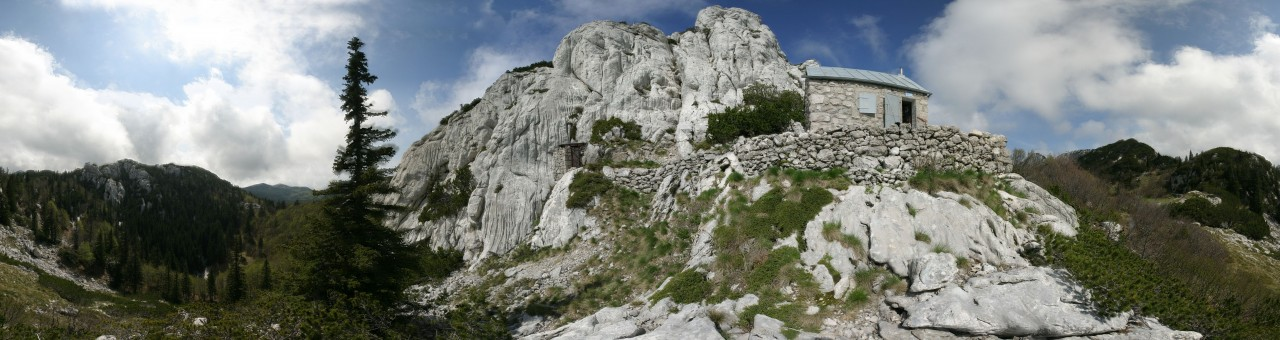
En typisk landskapsbild från Velebit.